# Ventilago leptadenia
Ventilago leptadenia är en brakvedsväxtart som beskrevs av Louis René Tulasne. Ventilago leptadenia ingår i släktet Ventilago och familjen brakvedsväxter. Inga underarter finns listade i Catalogue of Life.